# 小泉朝子
小泉 朝子（こいずみ あさこ、1968年9月17日 - ）は、日本の元AV女優。
身長は153cm。スリーサイズ：B82・W57・H84。血液型はA型。

## 活動
- 1988年にデビューしている。
- 1989年に引退している。

## 作品

### アダルトビデオ（撮り下ろし）
1988年
- 禁じられた悪戯（ホップビデオ/マリアナ CX-016）※デビュー作

1989年
- ビデオマガジン BEPPIN Vol.18 小栗香織 仁科いづみ 小泉朝子 ほか（1月20日、英知出版 BEV88-18）
- セーラー服白書（2月14日、コロナ社 L-8014）
- 神様お願い（3月13日、宇宙企画 CL-24）
- 不純異性交遊 2 本田静香 小泉朝子（4月29日、九鬼 GL-31）
- ヒステリーゾーン（7月5日、キャンディ CA-1071）
- 一触即発（ミスクリスティーヌ SMC-006）
- チャイナシンドローム（せいふく舎 SE-76）
- 淫望（新東宝 STQ-80）
- 最後の一滴（ナイスワンビデオ NA-003）
- 疼き（シネマジック/アニー AG-93）
- 悪女の欲望（シャリオ CK-1095）

1990年
- ザ・逆レイプPART.2（タキオン/フリーク TA-57）
- 乱れた夢人形（リーベ VD-003）
- インホメーション（アダムズ）

1991年
- SEX浪漫騎士（アダムス HV-005）

1995年
- どすけべ奥さん 29（6月22日、東京音光 TN-53）※再デビュー作

### アダルトビデオ（編集もの）
- ZURINETA（1989年1月21日、新東宝 STZ-10）全5名
- いけない冒険 スペシャル版 本田静香 愛田ゆう子 早坂めぐみ 小泉朝子（1989年、ホップビデオ CX-27）全4名
- ワンモア エレクト（1989年、希宝舎/シャリオ CK-1124）全5名
- 人妻弁天  中原絵美 小泉朝子（1990年2月11日、アリスJAPAN KA-1303）
- 12人の本番中毒 8 鮎川真理 小泉朝子 中原絵美 木田彩水 秋山まり子 ほか（1990年、KUKI QX110）全12名
- エクスタシー7 パート2（1990年、せいふく舎 SE-91）全7名
- リップスティック 秘戯の香り 庄司みゆき 滝沢薔 小泉朝子 桐嶋ゆう ほか（1991年、イメージボックス SA-10）全7名

発売年不明
- FUNNY FACE BABY 先っぽがとどきそう 小泉朝子（クロックスロード NS-31）VHS
- 縮れっ毛 小泉あさこ（クロックスロード VA-060603）VHS ※「小泉あさこ」名義
- 青 スイートピー 小泉朝子（ギャルリ・ノア NOA-023）VHS
- 糸ひく涙 小泉朝子（キッズ･ビデオ KD-010）VHS
- 異常反応 変態BODY CHECK（クライマックス・インターナショナル MXV-010）VHS
- おとこの遊艶地 10 浅田純子 小泉朝子（リイド社）VHS
- 悪女伝説 小泉朝子 井上ミキ（ナイトステーション NS-31）DVD

### オリジナルビデオ
- 桃色探偵団PINK DICKS 2 裸神ビアヌスを追え！（1991年1月24日、バンダイビュジュアル）監督:田中誠 [1]

## 書籍

### 写真集
- 写真集 スコラスペシャル 7 SUPER NUDE COLLECTION 3 松坂季実子 松本まりな 樹まり子 小泉朝子 ほか（1990年1月8日、スコラ）ISBN 9784796295062 全28名
- 鮮烈セクシーズ オールカラー美少女たちのエロチシズム 松坂季実子 手塚まゆみ 工藤ひとみ 浅田純子 樹まり子 小泉朝子 ほか（1990年6月25日、司書房）全14名
- 今日はまだダメッ！ 純情写真集 上杉久美子 北山まどか 小泉朝子（?、レインボー出版）全3名
- 感じる蕾を刺激して 鏡亜子 南崎ゆか 斉藤唯 浅野しおり 小泉朝子（?、北陽出版）全5名

### 雑誌
- Beppin No.54 1989年1月号（英知出版）
- URECCO 1989年2月号（ミリオン出版）
- オレンジ通信 No.88 1989年4月号（東京三世社）
- ビデオ・ザ・ワールド 1989年4月号（白夜書房）
- GORO 1989年4月13日号（小学館）
- アップル通信 1989年5月号（三和出版）
- 投稿ニャン2PRESS No.3（1989年5月15日、白夜書房）
- オトメクラブ 1989年6月号（白夜書房）
- MR. DANDY 1989年8月号（サンデー社）
- WEEKLY プレイボーイ 1989年9月5日号（集英社）
- ギャルズ通信 1989年10月号、1992年8月号（日本出版社）
- ザ・ナイス MAGAZINE 1990年3月号（司書房）
- ビデオ情報 1990年3月号（日本文芸社）
- 投稿写真マニア 6（1990年3月15日、大洋書房）
- SEXY MINK VOL.2（1990年3月25日、司書房）
- 魅惑のランジェリー 1990年5月号（光彩書房）
- 遊 ランジェリー情報 話のチャンネル 1990年5月4日増刊号（日本文芸社）
- スーパーボディコンカタログ（1990年5月25日、司書房）
- 誘惑  渡辺千尋 小泉朝子（?、ブルボン出版）
- 悪女派志願（?、SKT出版）